# Galium lacrimiforme
Galium lacrimiforme är en måreväxtart som beskrevs av Lauramay Tinsley Dempster. Galium lacrimiforme ingår i släktet måror, och familjen måreväxter. Inga underarter finns listade i Catalogue of Life.